# Hermann Ziller (Journalist)
Hermann Ziller (* 1825 in Steinach (Sachsen-Meiningen); † 19. April 1892 in Wien) war ein deutscher Journalist und eine Person des österreichischen Genossenschaftswesens.
Er war Journalist und Redakteur sowie Gründer von Zeitungen und Zeitschriften, beschäftigte sich intensiv mit dem Genossenschaftswesens und initiierte die Gründung des Allgemeinen Verbandes der auf Selbsthilfe beruhenden Österreichischen Erwerbs- und Wirtschaftsgenossenschaften (heute Österreichischer Genossenschaftsverband), als dessen erster Verbandsanwalt und leitende Persönlichkeit er von 1872 bis zu seinem Tod 1892 fungierte.

## Leben und Ausbildung
Hermann Ziller studierte in Leipzig und promovierte zum Doktor der Philosophie. Anschließend trat er in den bergfachlichen Staatsdienst mit Wohnsitz in Wałbrzych (Waldenburg in Schlesien). Nach einem kurzen Aufenthalt in Österreich in Privatstellung widmete er sich dem Journalismus. Seine Artikel zur „Kohlenfrage“ und „Paschawirtschaft bei einigen Bezirkshauptleuten in Böhmen“ erregten Aufsehen.

## Journalistische Tätigkeit
Mit dem Auftreten der schutzzöllnerischen Bewegung in Österreich wurde er mit dem volkswirtschaftlichen Teil der Zeitschrift „Vaterland“ betraut. Er trat als Mitglied der liberalen Partei für den Freihandel ein und brachte seinen Einfluss beim Handelsvertrag mit dem Zollverein im Mai 1865 zur Geltung.
Ab Februar 1866 engagierte er sich an führender Stelle im „Verein für volkswirtschaftlichen Fortschritt“ und regte 1868 die Gründung der „Deutschen Zeitung“ an.

## Österreichisches Genossenschaftswesen
1870 wandte er sich in Flugschriften  über die Besteuerung der Genossenschaften an die Öffentlichkeit. Seine Erfahrungen im Genossenschaftswesen erarbeitete er sich vor allem als Referent des genannten Vereins und als Schriftführer des Gumpendorfer Consumvereins. 
Am 4. August 1872 übernahm er die Funktion des Verbandanwaltes des Allgemeinen Verbandes der auf Selbsthilfe beruhenden österreichischen Erwerbs- und Wirtschaftsgenossenschaften und blieb bis zu seinem Tod in dieser Funktion. Er leitete den Verband nach dem Vorbild des deutschen Verbandes und gründete und redigierte das von ihm 1872 gegründete Verbandsorgan „Die Genossenschaft“ (heute „Cooperativ – Die Gewerbliche Genossenschaft“). Seine Kommentare zum österreichischen Genossenschaftsgesetz waren für die Vorschuss- und Konsumvereine der damaligen Zeit ein wichtiges Hilfsmittel in der ersten Periode des österreichischen Genossenschaftswesens.

## Auszeichnungen
- 2002 gründeten Hans Hofinger und Andrea Karner die Ziller-Schriften, als deren Herausgeber der Österreichische Genossenschaftsverband fungiert.